# Álmos de Hongrie
Pour les articles homonymes, voir Álmos.
Álmos de Hongrie (vers 1070-1127 ou 1129) prince de Hongrie et duc de Croatie et prétendant au royaume de Hongrie.

## Biographie
Álmos est le fils cadet de Géza Ier de Hongrie né d'une de ses épouses : Sophie de Looz ou la princesse byzantine Synadene. Il naît vers 1070 et meurt le 1er septembre 1127.
Son oncle le roi Ladislas Ier sans héritier masculin le choisit comme successeur au détriment de son frère Coloman le fils aîné Géza Ier, qu'il destine à l'église et fait nommé évêque d'Eger ou de Nagyvarad Álmos reçoit en fief la Croatie qu'il dirige de 1091 à 1093.
À la mort de Ladislas Ier dans des circonstances inconnues, c'est Coloman qui est finalement couronné roi en 1095. Il négocie vraisemblablement le ralliement de son frère qui reçoit un important domaine d'environ 1/3 du royaume et l'expectative de sa succession. Le conflit entre les deux frères est latent à partir de 1098 quand ils se font face avec leur armée respective sur les bords de la Tisza sans engager le combat. 
Contrairement à son frère partisan de la papauté, Álmos est soutenu par l'empereur Henri IV du Saint-Empire et son vassal le duc de Bořivoj II de Bohême. En 1104, il épouse Predslava la fille de Sviatopolk II de Kiev un ex allié de Coloman qui soutient désormais Álmos comme Boleslas III Bouche-Torse de Pologne son autre gendre. La rupture intervient en 1105 quand Coloman fait couronner roi son jeune fils Étienne II au détriment des droits au trône d'Álmos.
Álmos sollicite son beau-frère Boleslas III. Afin d'écarter le danger d'une intervention polonaise et de se rallier le roi de Pologne, Coloman envoie à Boleslas des renforts qui lui permettent de venir à bout de la rébellion de son frère Zbigniew. 
Álmos est contraint de se soumettre et part en pèlerinage à Jérusalem en 1107. Coloman récupère alors le duché qui lui avait été attribué. À son retour, il projette un attentat contre son frère au cours de l'hiver 1107/1108, puis sollicite l'intervention du nouvel empereur Henri V du Saint-Empire dont la campagne en Hongrie sans effet s'arrête à Pozsony.
Le prétendant Álmos doit renoncer à ses projets. Vers 1115, il reprend ses agissements et Coloman décide alors pour l'empêcher de nuire et par « mesure de clémence », de lui faire crever les yeux ainsi qu'à son fils Béla.
Sous le règne d'Étienne II de Hongrie Álmos aveugle qui réside à la collégiale de Dömös met à profit les difficultés extérieures du roi et avec le prétendant Boris Conrad pour lancer avec ses partisans un soulèvement
en 1125 appuyé par son gendre Sobeslav Ier de Bohême. Une nouvelle fois vaincu, Álmos se réfugie à Constantinople pendant que son fis Béla se retire dans l'anonymat au monastère de Pécsvárad . 
La présence d'Álmos ravive les tensions avec l'empire grec et Jean II Comnène qui lui a réservé un bon accueil exige qu'Étienne II reconnaisse sa suzeraineté. Le conflit commence et il se poursuit même après la mort d'Álmos en 1127/1129 à Constantinople. Son corps sera rapatrié en Hongrie en 1137 par son fils devenu le roi Béla II de Hongrie et inhumé à Székesfehérvár.

## Union et postérité
Il avait épousé en 1104 Presslava  fille du Grand Prince de Kiev Sviatopolk II dont :
- Adelaïde de Hongrie (née vers 1105/1107 morte le 15 septembre 1140) épouse de Sobeslav Ier de Bohême ;
- Béla II de Hongrie dit l'Aveugle roi de Hongrie ;
- Hedvige épouse Adalbert II de Babenberg (mort en 1138) fils aîné du margrave d'Autriche Léopold III de Babenberg.

## Sources
- Gyula Kristo, Histoire de la Hongrie Médiévale, tome I, le Temps des Arpads, Presses universitaires de Rennes, 2000  (ISBN 2-86847-533-7).